# Axe historique

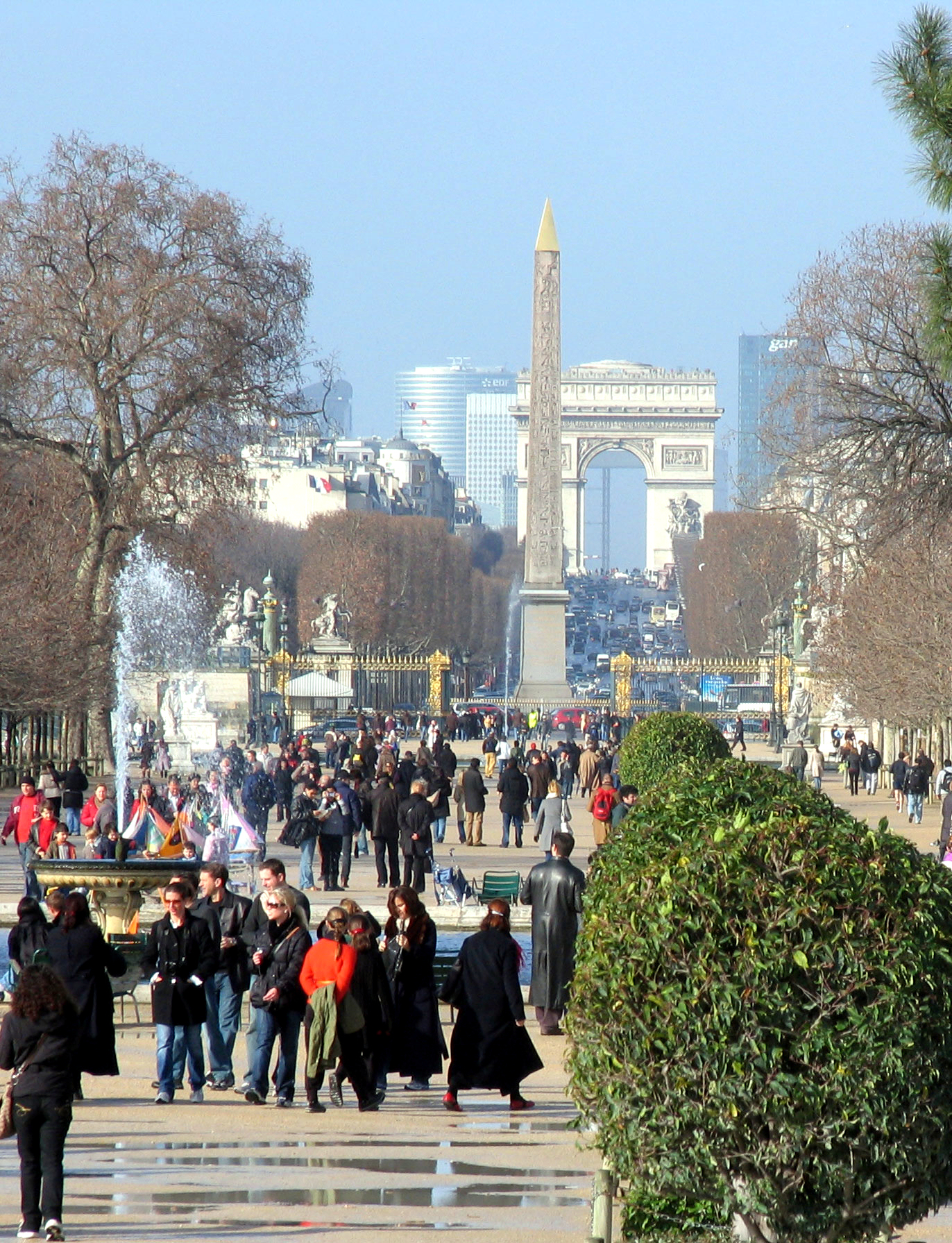
Trục lịch sử nhìn dọc từ Vườn Tuileries

Axe historique (Trục lịch sử) hay Voie royale (Đường hoàng gia) là một trục chính trong quy hoạch thành phố Paris. Bắt đầu từ bức tượng vua Louis XIV của Pháp cưỡi ngựa trong sân Napoléon của Viện bảo tàng Louvre, đường thẳng này đi qua rất nhiều công trình quan trọng của thành phố: Khải hoàn môn Carrousel, Vườn Tuileries, Quảng trường Concorde với Cột đá Obélisque của pharaon Ramesses II, Đại lộ Champs-Élysées, Quảng trường Charles-de-Gaulle với Khải Hoàn Môn, Đại lộ Grande-Armée rồi thẳng lới khu La Défense với công trình Grande Arche. Kim tự tháp kính Louvre không nằm trên đường thẳng này, mà được xây lệch sang một bên.

## Lịch sử

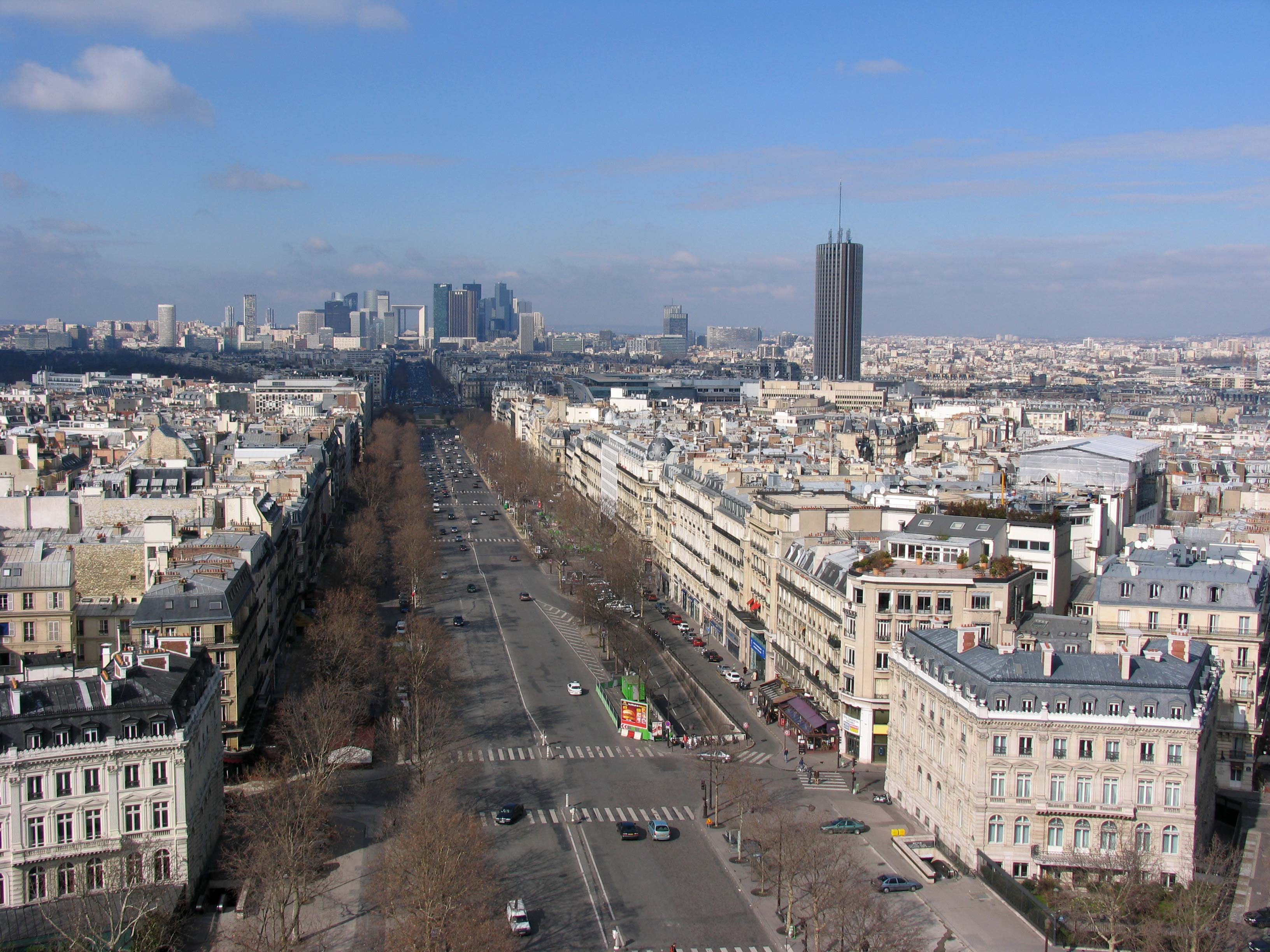
Nhìn từ Khải Hoàn Môn về La Défense

Trục lịch sử này bắt đầu được vạch ra vào thế kỷ 17 bởi André Le Nôtre, người làm vườn của vua Louis XIV, cũng là người đã thực hiện ở Lâu đài Versailles. Trước đó, các vị vủa đầu tiên của triều đại Capétien sống ở Cung điện Louvre đã theo con đường này khi muốn đi săn ở rừng Saint-Germain-en-Laye.
Dưới thời Louis XIV, André Le Nôtre đã thực hiện trục theo tòa nhà chính của Cung điện Tuileries và lối đi Vườn Tuileries, sau đó xây một cây cầu bằng gỗ bắc qua sông Seine. Tới thời Louis XVI, cây cầu gỗ hỏng và được thay bằng một cây cầu bằng đá, cầu Neuilly. Vào thế kỷ 19, trục này được hình thành như hiện nay.
Thời Đệ nhất Đế chế, Napoléon cho xây Khải Hoàn Môn ở cuối Đại lộ Champs-Élysées, rồi Cột đá Obélisque được đặt ở Quảng trường Concorde. Trong thời kỳ cải tạo Paris thời Đệ nhị Đế chế, các tòa nhà của Haussmann được xây dựng thay cho các công trình cũ. Đây chính là vị trí của các của hàng xa xỉ như Louis Vuitton, Guerlain... ngày nay.
Vào thế kỷ 20, Palais des Congrès, với Khách sạn Concorde-Lafayette được xây dựng ở cửa ô Maillot. Quảng trường Étoile được đổi thành Quảng trường Charles-de-Gaulle. Phía sau cầu Neuilly, khu đất hoang La Défense được xây dựng thành khu đô thị hiện đại với nhiều nhà cao tầng. Năm 1983, tại La Défense, Grande Arche được xây dựng cũng trên đường thẳng này.

## Các công trình nằm trên Trục lịch sử

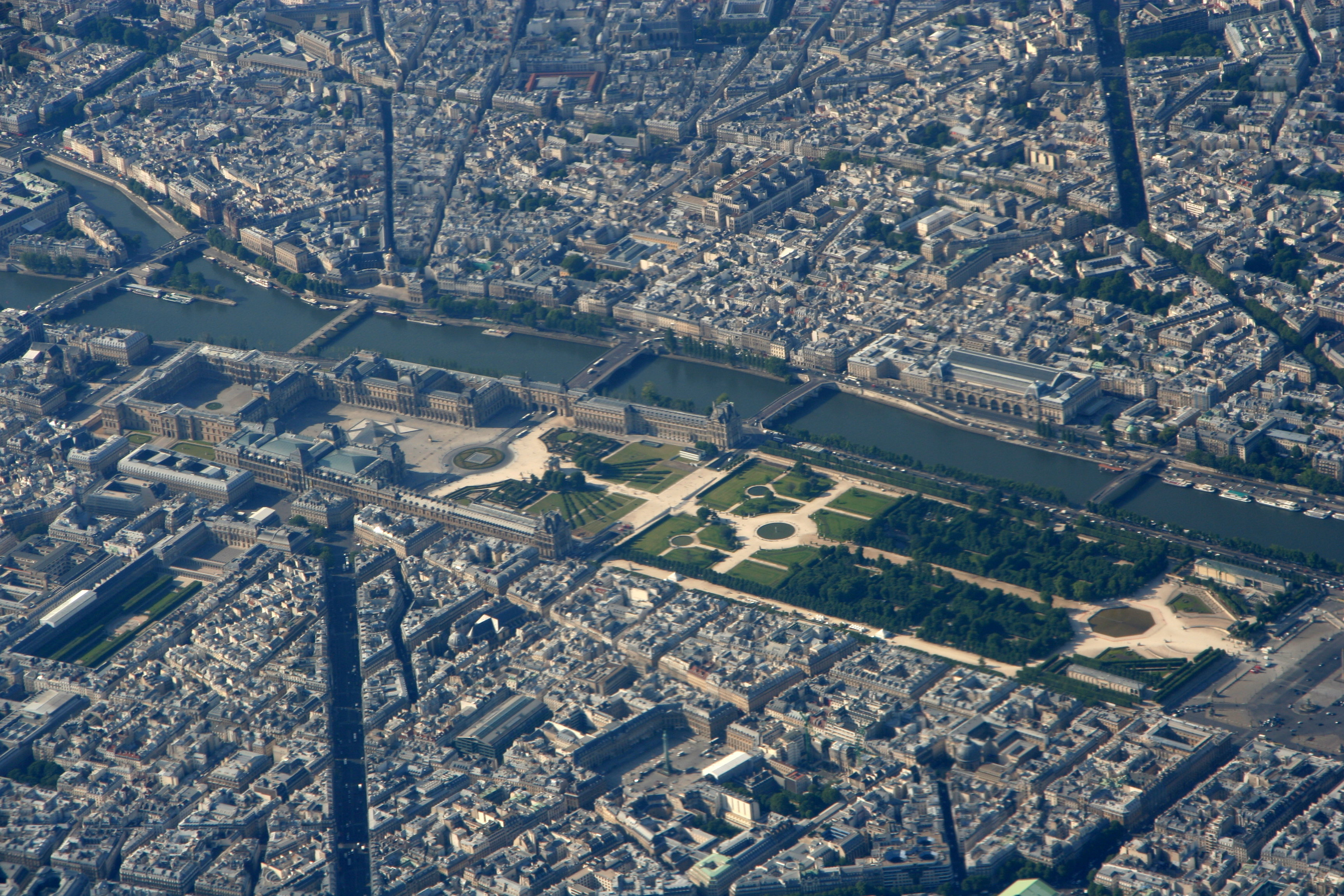
Viện bảo tàng Louvre
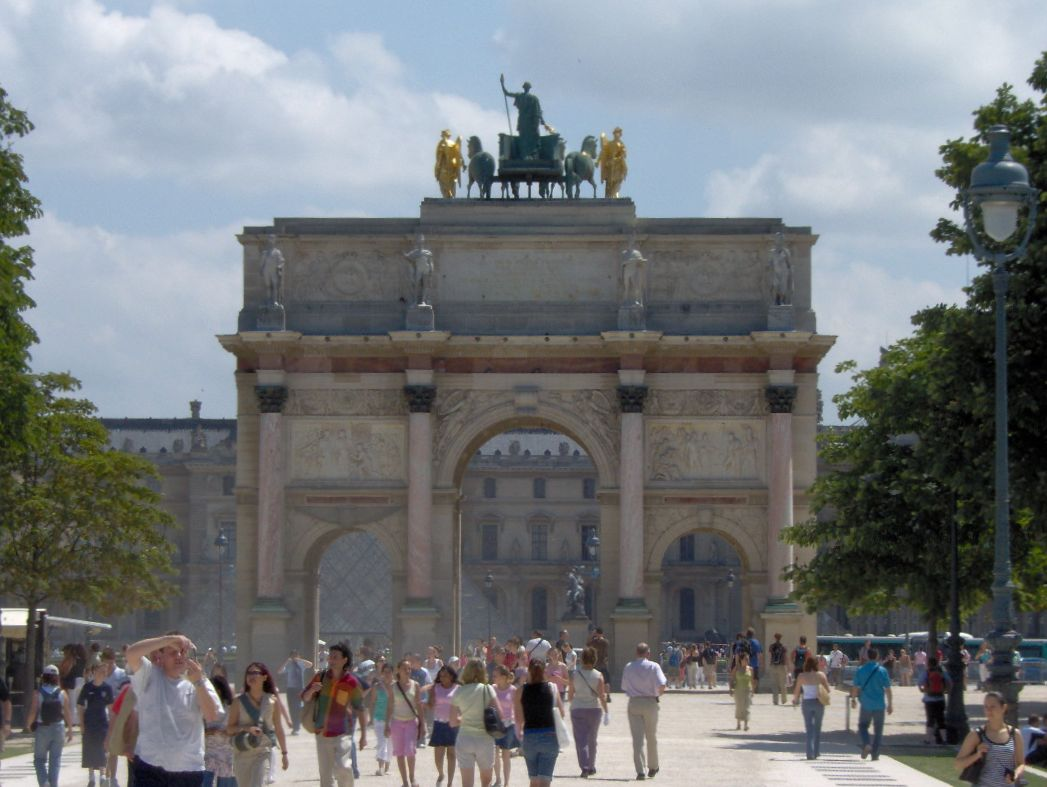
Khải hoàn môn Carrousel
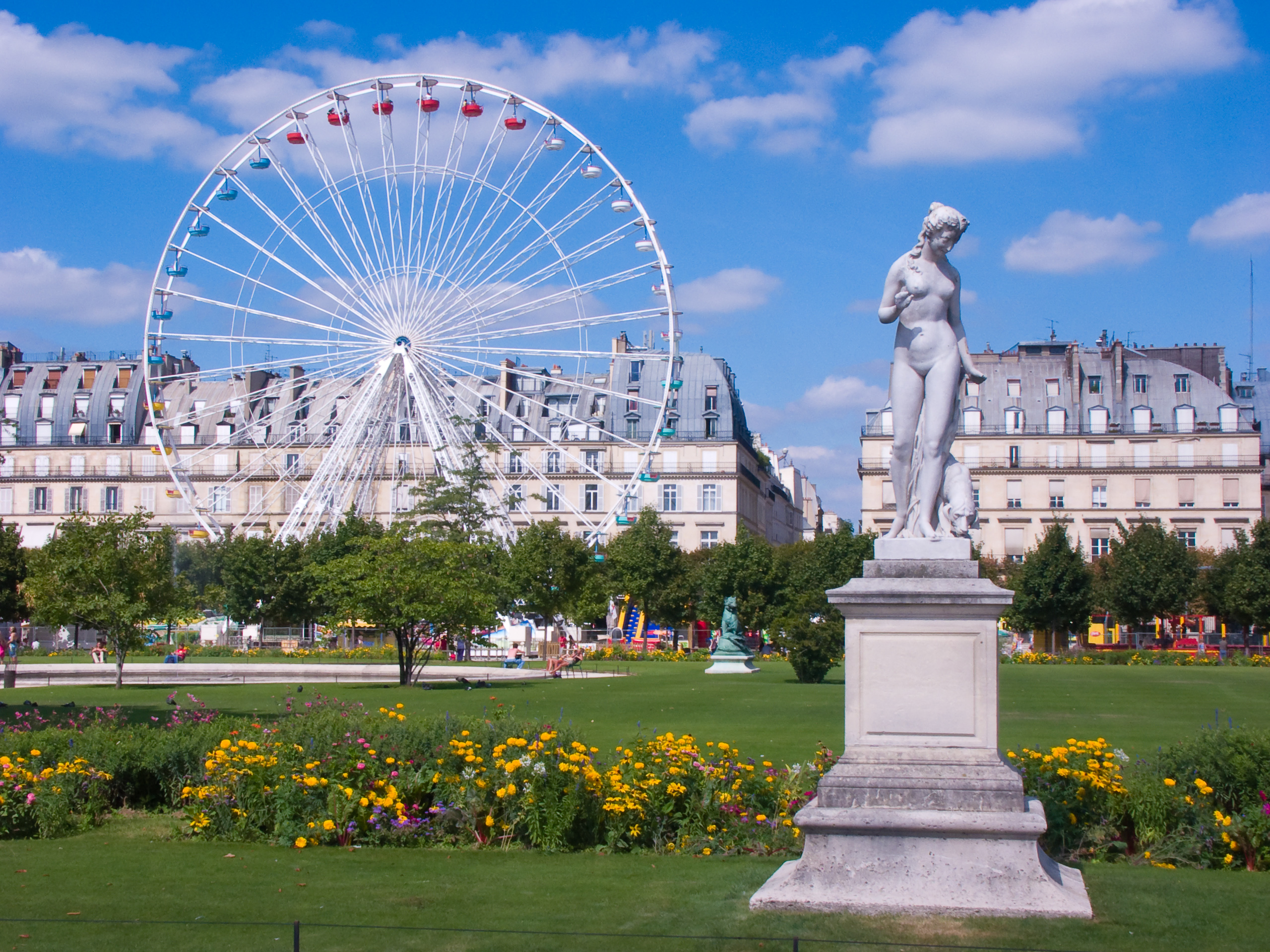
Vườn Tuileries
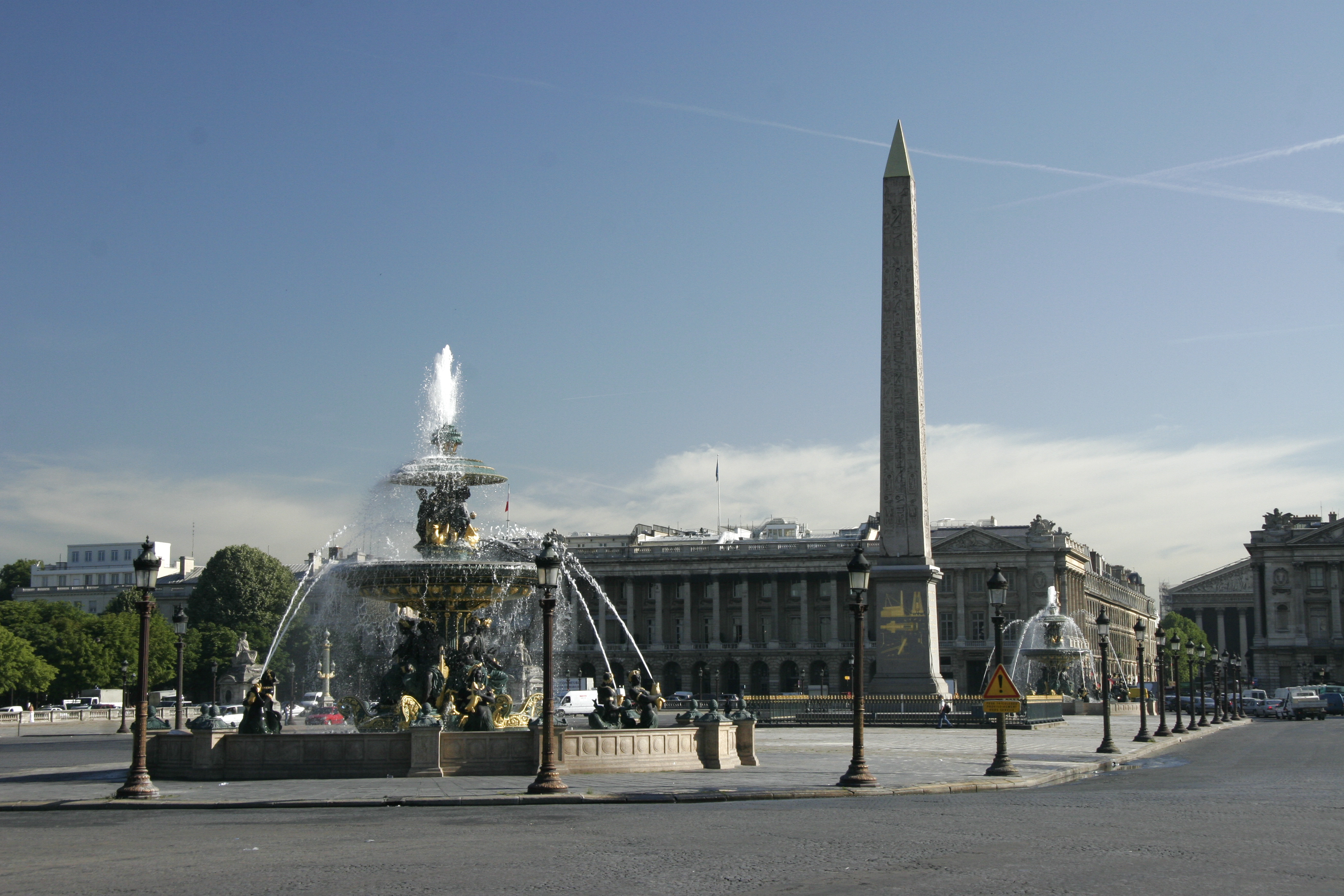
Quảng trường Concorde
Khải Hoàn Môn